# Bouteldja
Bouteldja (em árabe: بوثلجة) é uma cidade e comuna localizada na província de El Tarf, Argélia. Segundo o censo de 2008, a população total da cidade era de 17 738 habitantes.
Chadli Bendjedid, terceiro presidente da Argélia, nasceu nesta cidade.